# Перпер (рачунска новчана јединица)
Перпер (перпера) је замишљена, идеална обрачунска новчана јединица у средњовековној Србији. Перпером се нису вршила плаћања. Плаћало се динарима, а бројало у перперима. Перпер је првобитно заснован на вриједности византијског златног новца, прихваћен у српској држави од Млечана почетком XIII вијека (док још није било почето са ковањем домаћег новца). Са појавом српског новца, средином XIII века, обрачунска вредност перпера (преузета од Дубровчана) износила је 12 сребрних динара. Као такав, перпер се јавља у српским писаним споменицима, редовно од доба краља Милутина. Изразом „перпер“ у Византији („византијски перпер“) је називан и један стварно ковани новац - византијски чункасти златник „номизма“, уведен крајем XI вијека (кован најчешће у „електруму“: мешавини злата и сребра). У српским писаним споменицима из XIII и XIV века, нема помена византинског перпера као прометног средства, већ се наводи српски перпер као рачунска новчана јединица.

## Разлози за увођење перпера
Још код старих Грка, мерна јединица су били волови, мада су плаћања вршена готовим новцем. Без динара не би било ни перпера као мерне јединице. Ни Србија ни Дубровачка република, као ни многе европске средњовековне државе – нису ковале златни новац. Захваљујући „солиду“ или „перперу“, постојала је у трговачкој Европи стандардна мера вредности, која је могла да мења своју вредност у сребру искључиво према вредности злата. На пример, млетачки је златни новац, дукат (цекин) у првој половини XIII века вредео два солда (или два перпера) односно 24 сребрна динара, да би век касније вредео три солда (или три перпера) односно 36 сребрних динара.

## Перпер у функцији мере вредности
У промету, уколико је цена била преко 12 динара, није се рачунало у сребрним динарима, већ само у перперима (перперама). Тако су, по доступним нам изворима, у средњем веку цене у перперима за поједине робе и услуге износиле, на пример: лекар на двору краља Душана је имао годишњу плату од 400 перпера (односно 4800 динара) морнар 30, жупски капетан 90, мајсторски слуга 6. Један дукат је вреднован 2 перпера (24 динара) један коњ 30 перпера, једна свиња 1 перпер (12 динара) брав пола перпера (6 динара) и др. Висина основног царског пореза, таксе за примопредају поклона, глобе за разне преступе и остали случајеви плаћања, прописани у Душановом законику (17 чланова) наведена је у перперама. Као пример, можемо навести и то да се краљ Милутин обавезао 1296. године, да даје годишњу новчану субвенцију од 100 перпера (1200 динара) манастиру Св. Никола, у Врањини, на Скадарском језеру, а приликом обнављања манастира Св. Ђорђа, близу Скопља, записано је да је купио имање (од Николе, сина попа Димитра Девтерева) за 200 перпера (2400 динара) кућу (од Дима, сина Кондева) за 10 перпера (120 динара) и за 20 перпера (240 динара) кућу од Манојла Кукљева.

## Динар у функцији мере вредности
Динар је у средњовековној Србији имао функцију мере вредности само у случајевима када се радило о сумама мањим од перпера (12 динара). Тако је по Законику цара Душана (чл. 18) за пренос појединих поклона требало платити таксу наведену у перперима (3 перпера за земљу или млин, 1 перпер за коња) док су за друге поклоне, вредности мање од перпера одређене таксе у динарима (6 динара за кобилу, 4 динара за говедо, 2 динара за брава). Такса за узимање тужбе у поступку, износила је шест динара.